# Szenawan (Armawir)
Szenawan – wieś w Armenii, w prowincji Armawir. W 2011 roku liczyła 1423 mieszkańców.